# Una limeña
Una limeña és un bust fet per Pau Carbonell el 1881 i que es troba conservat actualment a la Biblioteca Museu Víctor Balaguer, amb el número de registre 2635 d'ençà que va ingressar el 12 de juny de 1884, provinent la col·lecció privada de l'autor de l'obra.	

## Descripció
Es tracta d'un bust d'una dona amb el cap girat a la seva esquerra, vestida amb mantellina ribetejada de puntes d'encaix sobre el front. Duu un crucifix penjat del coll i llargs ropatges li cobreixen el cap i l'escot.	

## Inscripció
Al bust es pot llegir la inscripció Pablo Carbonell; 1881.	